# Station Grab
Station Grab is een spoorwegstation in de Poolse plaats Grab.